# وينفريد آن لوتز
وينفريد آن لوتز (بالإنجليزية: Winifred Ann Lutz)‏ هي فنانة أمريكية، ولدت في 1942.